# 首里
首里（しゅり、沖縄語: スイ）は、沖縄県那覇市の一地域。那覇市の北東部を占める。かつて首里市（市制施行前は首里区）だった地区である。また、さらに以前は首里城を中心とする琉球王国の王都として栄えた。
本項では首里市、同市の市制前の名称である首里区（しゅりく）についても述べる。

## 地理

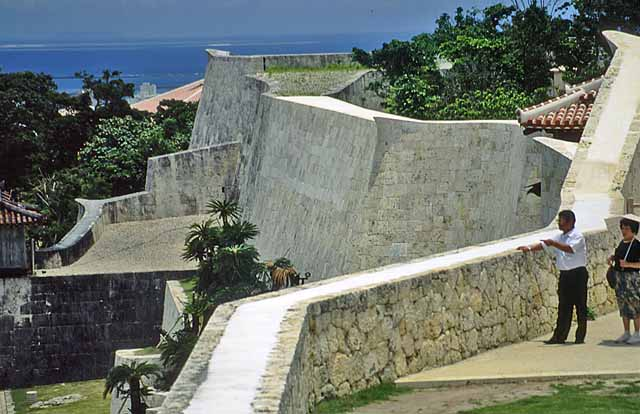
首里城から海を望む

隆起石灰岩を基礎とする高台となっており、最高地点は弁ヶ嶽（165.6m）である。サンゴを成因とする石灰岩は雨水の透水性が高く、沖縄本島は干害に悩まされてきたが、首里一帯ではその下に地下水を通しにくい泥岩層がある。このため那覇市で約120ヵ所ある湧水や井戸の多くが首里に所在し、こうした水の便が王都が築かれた理由の一つと推測されている。また、泡盛の名産地となっている。（後述）

### 地勢
海抜100メートル程度の高台となる立地を活かし、NTTドコモの首里収容局、エフエム沖縄新川放送所、移動無線中継局などの無線送信・中継の拠点がある。なお、かつては崎山町に沖縄テレビ・ラジオ沖縄の放送所もあった。
2006年6月12日、首里鳥堀町で大雨による大規模な地盤沈下が発生し、上部にあったマンション敷地に陥没が生じ、居住不能となった。
- 高地：虎頭山、ハンタン山（～上の毛、現・首里城内）、弁ヶ岳（那覇市最高点：165.6m）、御殿山

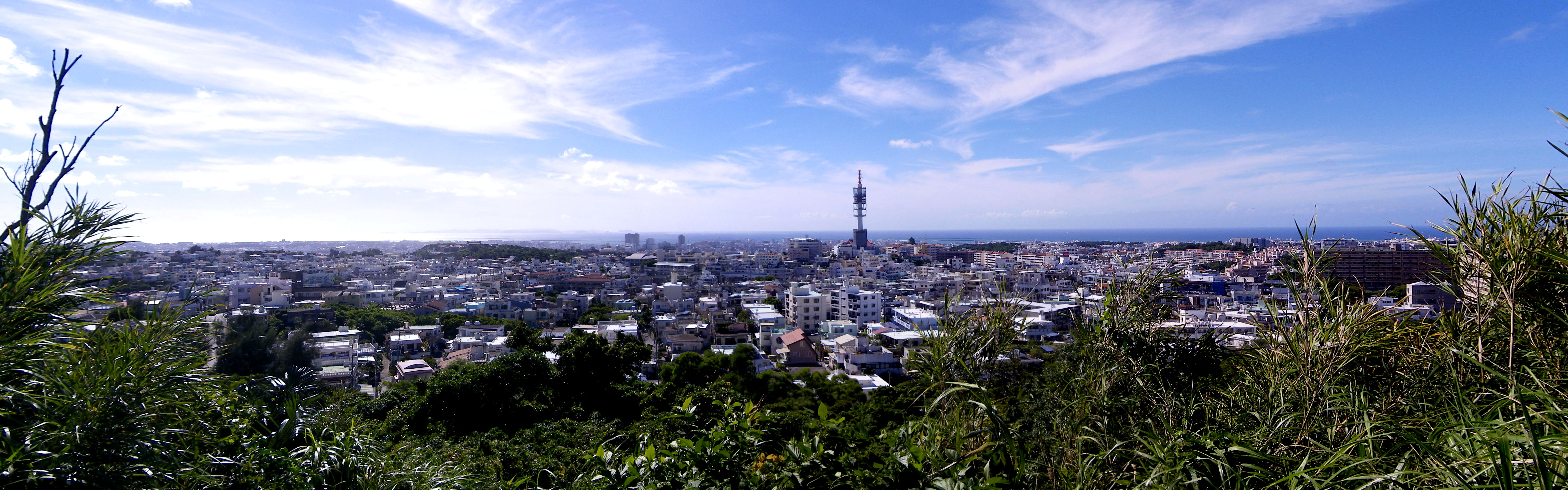
弁ヶ嶽から撮影した首里市街のパノラマ写真

- 河川：真嘉比川（→安里川）、安里川、安謝川

## 歴史

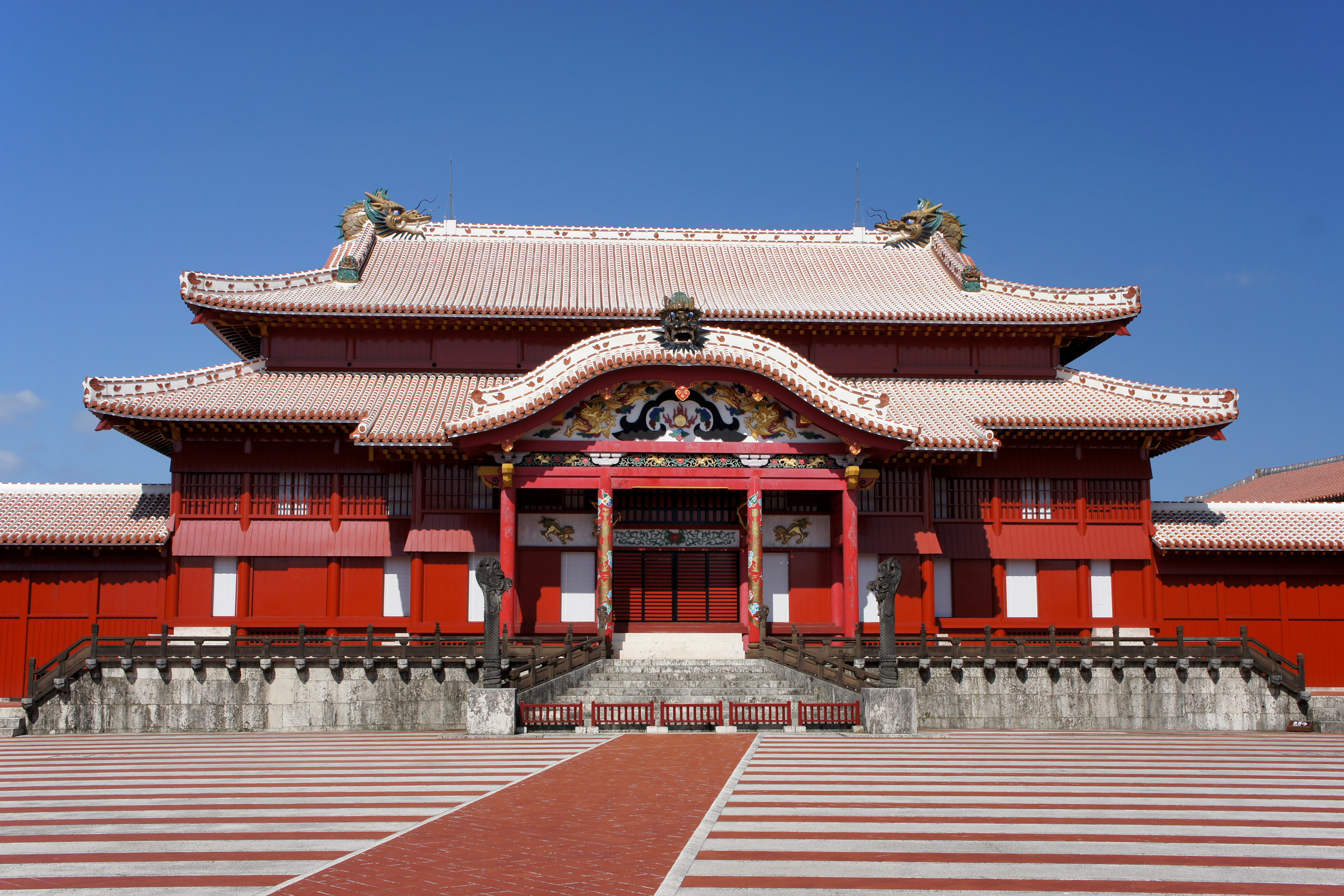
首里城正殿

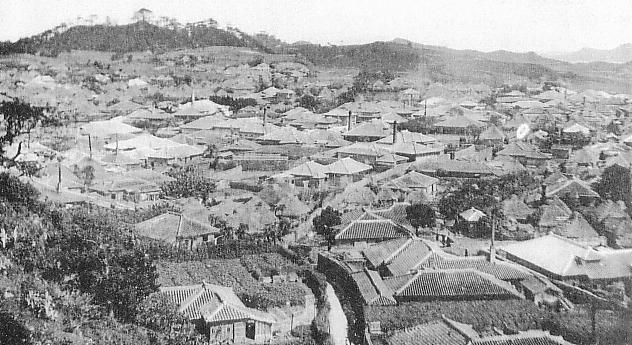
大正期の首里三箇

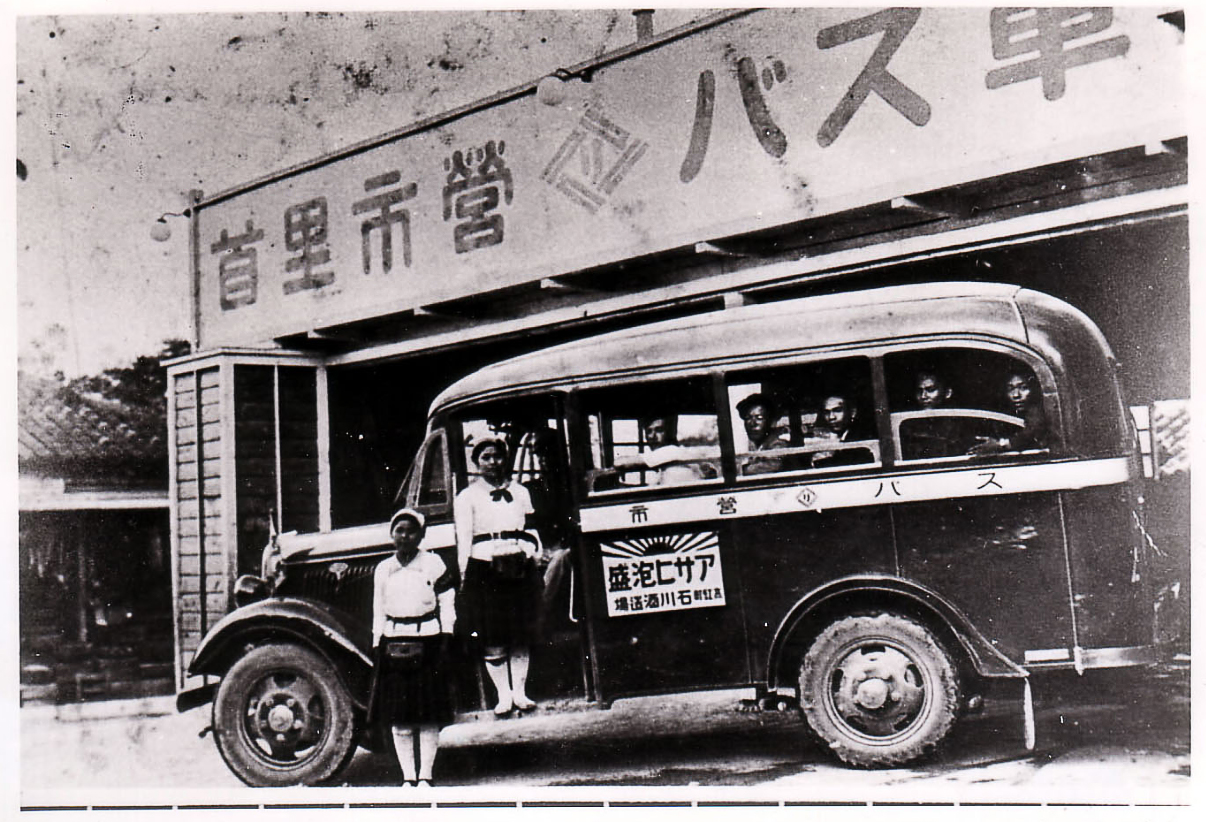
昭和戦前期の首里市営バス

- 三山時代頃 - 現在の首里城付近の高台に城が築かれる。
  - （当初の城域は、現・首里城内の「京の内」と呼ばれる範囲だったとされる。）
- 1406年 - 南山の佐敷按司尚巴志が中山王武寧を攻撃して察度王朝を滅亡させ、中山国の首都を北の浦添から首里に遷都するとともに、首里城を王城とする。
- 1429年 - 中山王尚巴志が南山王他魯毎を滅ぼして三山を統一し、首里は琉球王国の首都となる。
- 尚巴志王代 - 首里城を拡充整備した。
  - （拡充後の城域は、現在の城の内郭部分に相当）
- 尚金福王代 - 那覇と首里を結ぶ長虹堤を建設。
- 尚真王代 - 首里城を拡張整備し、ほぼ現在の大きさとする。国内の諸按司を首里に集居させる。
- 1872年 - 琉球藩設置。（第一次琉球処分）日本が琉球国王尚泰を琉球藩王に封じる。
- 1879年 - 廃藩置県により沖縄県が設置される（第二次琉球処分）。県庁が置かれる[9]予定であったが、陸軍が駐屯していたため敷地がなく、行政の中心は首里から翌年沖縄県庁が置かれた那覇[10]に移った。
- 1880年 - 現在の首里高校の前身となる首里中学校（後の沖縄県立第一中学校）が開校。
- 1896年4月1日 - 郡区制が施行され、首里区となる。
- 1906年 - 西原間切の平良村・石嶺村と南風原間切の新川村の一部を編入（明治39年10月1日）。
- 1921年5月20日 - 市制施行前に首里区に西原村の内石嶺・末吉を編入。5月20日に市制が施行され、首里市となる。
- 1945年 - 4月から6月にかけての沖縄戦で、日本陸軍の司令部地下壕が置かれ[3]、国宝の首里城が破壊される。
- 1950年 - 首里城跡に琉球大学が開学。
- 1954年9月1日 - 首里市が小禄村とともに那覇市と合併する。
  - 合併時には「古都・首里の名が消えてしまってよいのか」という意見が少なからずあったため、これら住民の意を汲んで、旧首里市域では合併後も町名に「首里」を冠することになった。（下記参照）
  - この時、真和志市（前年10月まで真和志村）が合併に応じなかったため旧首里市は那覇市の飛地となった。この状態は真和志市が那覇市と合併する1957年末まで続いた。
- 1957年 - 沖縄キリスト教短期大学が開学。
- 1958年 - 守礼門が復元される。以来、首里城正殿が復元するまで県の象徴的な建築物となる。
- 1974年 - 旧首里市時代は市営バスだった「首里バス」が那覇交通（現・那覇バス）に吸収合併。
- 1979年 - 首里城跡にあった琉球大学が西原町千原に移転。
- 1986年 - 首里城跡の近くに沖縄県立芸術大学開学。
- 1987年10月 - 沖縄自動車道が那覇インターチェンジまで開通。那覇市内から名護までの所要時間は従来の半分以下となる1時間余りに。
- 1989年 - 沖縄キリスト教短期大学が西原町へ移転。
- 1992年11月 - 首里城正殿が復元され、守礼門に代わって県の象徴的な建築物となる[11]。
- 2000年12月 - 首里城とその周辺一帯が「琉球王国のグスク及び関連遺産群」の一部として世界遺産に登録される[12]。
- 2003年8月10日 - 首里と那覇市中心街、那覇空港を結ぶ沖縄都市モノレール線（ゆいレール）が開業[13]。

首里城を中心として政治都市として形成され、かつては那覇四町に対し「首里三平等（みひら）」と称された。首里の三平等は、町の連合組織となる真和志の平等（ひら）、南風の平等、西の平等の三つを指し、真和志、町端、鳥小堀、赤平など約20の町が含まれていた。

### 首里市
首里市（しゅりし）は、かつて存在した日本の市。1954年9月1日、那覇市への編入合併により消滅した。

#### 首里市の歴史
- 1921年5月20日 - 首里区に市制が施行され、首里市となる。
- 1954年9月1日 - 那覇市と合併する。

#### 首里市に隣接していた自治体
浦添村・西原村・真和志村（1953年市制施行）・南風原村

## 地域を構成する町
| 地域                       | 区分                        | 地名の旧称                    | 現在の町名                     |
| -------------------------- | --------------------------- | ----------------------------- | ------------------------------ |
| 首里 スイ                  | 真和志之平等 マーシヌフィラ | 眞和志（マーシ）村            | 首里真和志町（まわしちょう）   |
| 首里 スイ                  | 真和志之平等 マーシヌフィラ | 町端（マチバタ）村            | 首里池端町（いけはたちょう）   |
| 首里 スイ                  | 真和志之平等 マーシヌフィラ | 山川（ヤマガー）村            | 首里山川町（やまがわちょう）   |
| 首里 スイ                  | 真和志之平等 マーシヌフィラ | 大飩川（ウドゥニガー）村      | 首里山川町（やまがわちょう）   |
| 首里 スイ                  | 真和志之平等 マーシヌフィラ | 与那覇堂（ユナファドー）村    | 首里山川町（やまがわちょう）   |
| 首里 スイ                  | 真和志之平等 マーシヌフィラ | 金城（カナグシク）村          | 首里金城町（きんじょうちょう） |
| 首里 スイ                  | 真和志之平等 マーシヌフィラ | 内金城（ウチカナグシク）村    | 首里金城町（きんじょうちょう） |
| 首里 スイ                  | 真和志之平等 マーシヌフィラ | 寒水川（スンガー）村          | 首里寒川町（さむかわちょう）   |
| 首里 スイ                  | 真和志之平等 マーシヌフィラ | 立岸（タチヂシ）村            | 首里寒川町（さむかわちょう）   |
| 首里 スイ                  | 南風之平等 フェーヌフィラ   | 桃原（トーバル）村            | 首里桃原町（とうばるちょう）   |
| 首里 スイ                  | 南風之平等 フェーヌフィラ   | 大中（ウフチュン）村          | 首里大中町（おおなかちょう）   |
| 首里 スイ                  | 南風之平等 フェーヌフィラ   | 當之藏（トーヌクラ）村        | 首里当藏町（とうのくらちょう） |
| 首里 スイ                  | 南風之平等 フェーヌフィラ   | 鳥小堀（トゥンジュムイ）村 *1 | 首里鳥堀町（とりほりちょう）   |
| 首里 スイ                  | 南風之平等 フェーヌフィラ   | 赤田（アカタ）村 *1           | 首里赤田町（あかたちょう）     |
| 首里 スイ                  | 南風之平等 フェーヌフィラ   | 崎山（サチヤマ）村 *1         | 首里崎山町（さきやまちょう）   |
| 首里 スイ                  | 西之平等 ニシヌフィラ       | 赤平（アカヒラ）村            | 首里赤平町（あかひらちょう）   |
| 首里 スイ                  | 西之平等 ニシヌフィラ       | 上儀保（ウィージーブ）村      | 首里儀保町（ぎぼちょう）       |
| 首里 スイ                  | 西之平等 ニシヌフィラ       | 下儀保（シムジーブ）村        | 首里儀保町（ぎぼちょう）       |
| 首里 スイ                  | 西之平等 ニシヌフィラ       | 汀志良次（ティシラジ）村      | 首里汀良町（てらちょう）       |
| 首里 スイ                  | 西之平等 ニシヌフィラ       | 久場川（クバガー）村          | 首里久場川町（くばがわちょう） |
| 西原間切 *2 ニシハラマジリ | 西原間切 *2 ニシハラマジリ  | 平良（テーラ）村 *2           | 首里平良町（たいらちょう）     |
| 西原間切 *2 ニシハラマジリ | 西原間切 *2 ニシハラマジリ  | 大名（ウフナ）村 *2           | 首里大名町（おおなちょう）     |
| 西原間切 *2 ニシハラマジリ | 西原間切 *2 ニシハラマジリ  | 末吉（シーシ）村 *2           | 首里末吉町（すえよしちょう）   |
| 西原間切 *2 ニシハラマジリ | 西原間切 *2 ニシハラマジリ  | 石嶺（イシンミ）村 *2         | 首里石嶺町（いしみねちょう）   |

*1 これらの地域は特に三箇（さんか）と呼ばれ、首里の中でも気性や言葉遣いの勇ましさで知られる。また琉球王朝時代に泡盛の製造を許可された地域でもある

*2 これらの地域は明治の末頃、首里区へと編入された。

## 行政
- 那覇市役所首里支所

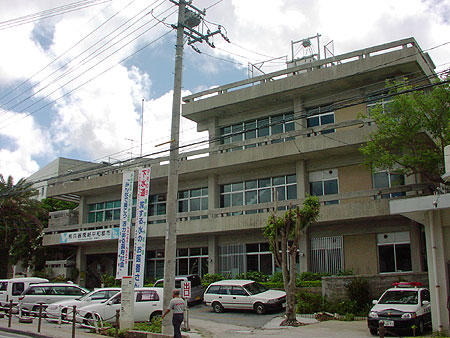
旧･那覇市役所首里支所

  - 所在地：〒903-0807 沖縄県那覇市首里久場川町2丁目18番地9（2010年12月6日より）
  - 旧支所所在地：〒903-0812 沖縄県那覇市首里当蔵町2-10（2010年12月3日まで）

### 歴代首長

#### 首里区長
特記なき場合『那覇市議会史 第1巻 通史編』による。
官選
- 西常央：1896年4月1日 - 1896年6月[16]
- 齋藤用之助：1896年6月 - 1898年8月
- 朝武士干城：1898年8月 - 1908年3月31日

公選（区会選任制）
- 知花朝章：1908年4月24日 - 1921年5月19日

#### 首里市長
官選
- 高嶺朝教：1921年9月13日[17] - 1925年9月12日[18]
- 仲吉朝助：1925年9月21日[18] - 1926年9月3日（死去）[18]
- 久高友輔：1926年9月26日[18] - 1929年6月15日[18]
- 太田朝敷：1929年6月18日[19] - 1934年3月[20]
- 高安玉兎：1934年3月[21] - 1938年3月[21]
- 伊豆見元永：1938年3月21日[22] - 1942年
- 仲吉良光：1942年 - 1945年

米軍統治下
- 仲吉良光：1946年1月23日 - 1946年4月
- 小湾喜長：1946年5月1日 - 1948年
- 兼島由明：1948年3月1日 - 1954年8月31日

## 教育

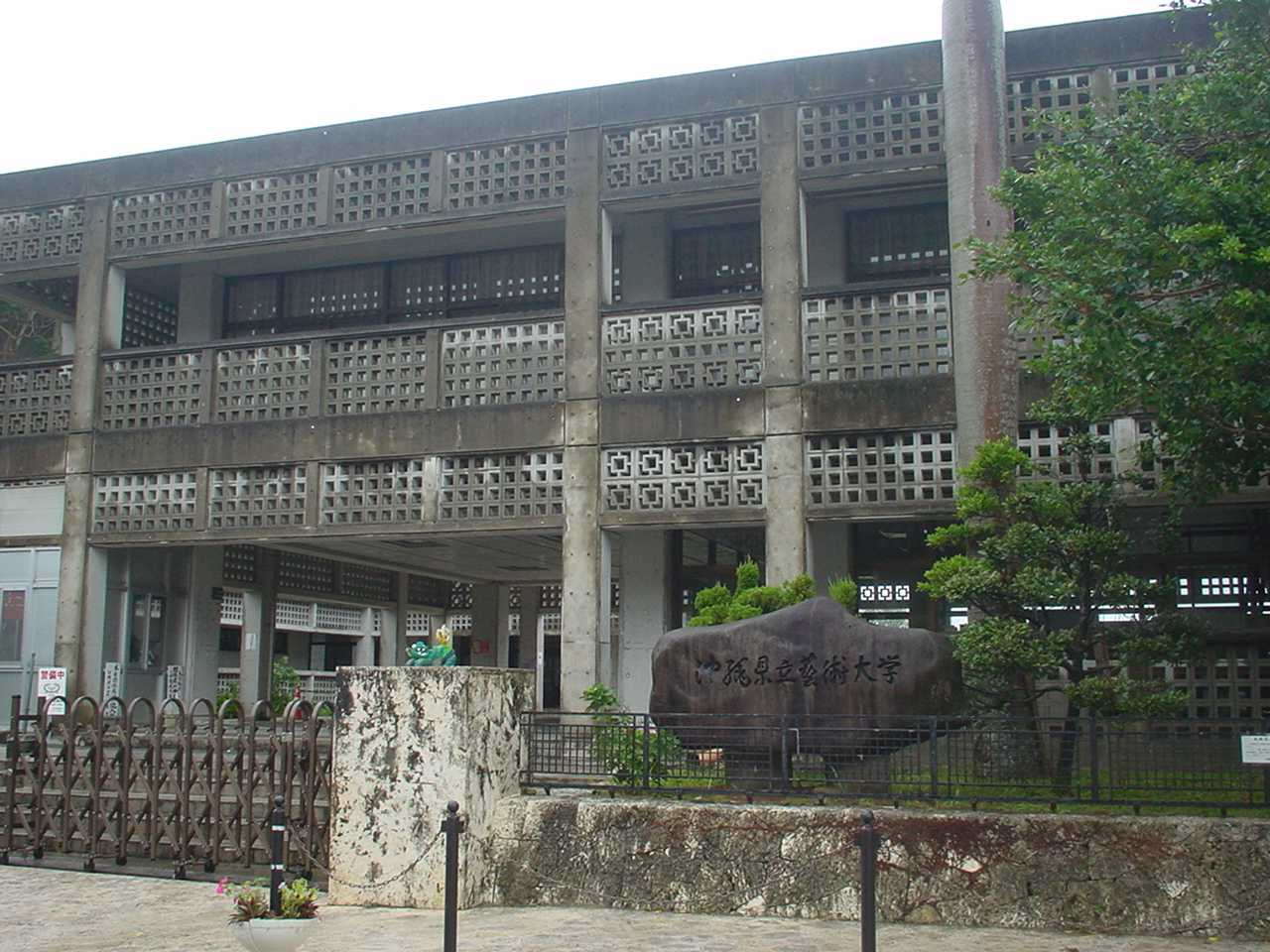
沖縄県立芸術大学

以下に挙げる学校が地域内にある。このほか、予備校や学習塾も多く立地している。
- 小学校：6校
  - 那覇市立石嶺小学校
  - 那覇市立大名小学校
  - 那覇市立城西小学校
  - 那覇市立城東小学校
  - 那覇市立城南小学校
  - 那覇市立城北小学校
- 中学校：3校
  - 那覇市立石嶺中学校
  - 那覇市立首里中学校
  - 那覇市立城北中学校
- 高等学校：2校
  - 沖縄県立首里高等学校
  - 沖縄県立首里東高等学校
- 大学：1校
  - 沖縄県立芸術大学

## 文化
かつては王都として栄えたため、那覇市の一部となった21世紀現在も住民は自らを首里人（シュリンチュ、スインチュ、スリンチュ）とし、那覇人（ナーファンチュ）と混同される事を嫌う場合がある。また、現代の那覇市内では必ずしも生活に便利な立地とは言えないものの、首里に居を構えることは一つのステータスであるともいう。

## 産業
首里で最も面積の広い石嶺地区では、近年まで住宅地の中に点々と畑がみられ、近郊農業が行われていたが、次第に宅地化の波に呑まれ最近では少なくなりつつある。
近年は住宅地が主となっており、那覇市中心部のベッドタウンとなっている。首里城をはじめとする歴史的遺産が多く立地しており、沖縄県の観光産業に大きく貢献している。
近代的な製造業などについて特筆すべき点はないが、王府が置かれた歴史的な背景から、紅型や首里花織といった伝統工芸の作業場が散在する。また、三箇は王国時代より戦前まで泡盛の一大生産地となっていた。これらの多くは第二次世界大戦（沖縄戦）後、県内各地に分散したが、現在でも瑞穂酒造、瑞泉酒造、識名酒造が立地している。

## 交通

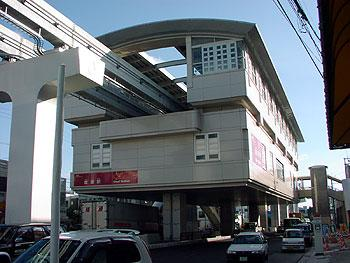
ゆいレール 首里駅

### 鉄道
地域内には2003年に営業を開始した沖縄都市モノレール線（ゆいレール）の儀保駅と首里駅、石嶺駅が設けられている。首里駅は2003年の開業時点ではモノレールの北東の終点であり、所要時間は県庁前駅まで14 - 15分、南西の終点である那覇空港駅まで27分程度となっている。2019年10月に首里駅から浦添市のてだこ浦西駅まで延伸され、途中駅として石嶺駅が開業した。

### 道路
- 沖縄自動車道
  - 那覇インターチェンジ

主要地方道
- 沖縄県道29号那覇北中城線
- 沖縄県道82号那覇糸満線

その他の県道
- 沖縄県道28号線
- 沖縄県道49号線
- 沖縄県道50号線
- 沖縄県道153号線
- 沖縄県道155号線
- 沖縄県道236号玉城那覇自転車道線（沖縄のみち自転車道、地域内は未供用）
- 沖縄県道241号宜野湾南風原線

### 路線バス
- 1番：首里牧志線（那覇バス市内線）
- 7番：首里城下町（久茂地）線（沖縄バス）
- 8番：首里城下町（おもろまち）線（沖縄バス）
- 9番：小禄石嶺線（那覇バス市内線）
- 11番：安岡宇栄原線（那覇バス市内線）
- 13番：石嶺おもろまち線（那覇バス市内線）
- 14番：牧志開南循環線（那覇バス市内線）
- 15番：寒川線（那覇バス市内線）
- 16番：新川首里駅線（那覇バス市内線）
- 17番：石嶺（開南）線（那覇バス市内線）
- 18番：首里駅線（沖縄バス市内線）
- 25番：那覇普天間線（那覇バス）
- 94番：首里駅琉大快速線（那覇バス）
- 97番：琉大（首里）線（那覇バス）
- 125番：普天間空港線（那覇バス）
- 191番：城間（一日橋）線（東陽バス）
- 333番：那覇西原（末吉）線（那覇バス）
- 346番：那覇西原（鳥堀）線（那覇バス）

那覇ICから高速道路を経由する路線
- 111番・高速バス（琉球バス交通・沖縄バス・那覇バス・東陽バス4社共同運行）
- 113番・具志川空港線（琉球バス交通）
- 117番・高速バス（美ら海直行）（琉球バス交通・沖縄バス・那覇バス3社共同運行）
- 123番・石川空港線（琉球バス交通）
- 127番・屋慶名（高速）線（沖縄バス）
- 152番・イオンモール沖縄ライカム（高速）線（琉球バス交通）

### かつて存在した交通機関
- 沖縄電気軌道（1914年-1933年）
- 首里バス（1935年-1974年、首里市時代は首里市営バス、1974年に那覇交通（現・那覇バス）に合併。）

## 名所・旧跡・祭事・催事
首里城近辺は名所旧跡が特に多い。
名所・旧跡
- 琉球王国のグスク及び関連遺産群
  - 首里城
  - 玉陵
  - 園比屋武御嶽
- 守礼門
- 龍潭（世持橋・龍淵橋）
- 円鑑池・弁財天堂・天女橋
- 中城御殿跡
- 御茶屋御殿跡
- 御茶屋御殿石獅子
- 円覚寺跡（総門・放生橋）
- 沖縄神社
- 水庫裡（みじぐい）
- 国王頌德碑（かたぬはなぬひむん）
- 風水毛小（ふんしーもーぐゎー）
- 弁ぬ大嶽

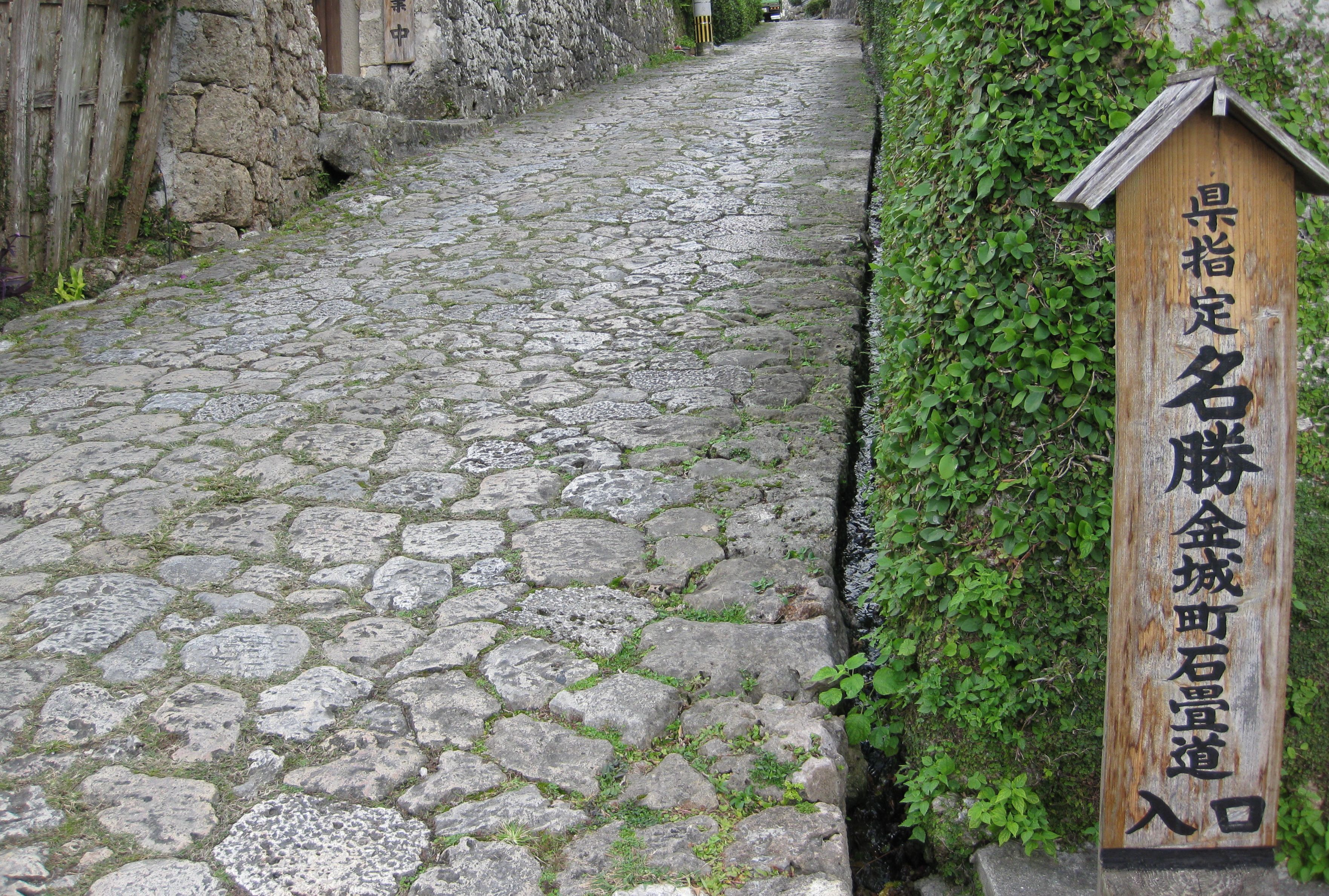
金城町石畳道

- 斎場御嶽遥拝所 （しぇーふぁうたきうとぅーし）
- 首里金城町石畳道
- 金城町の大アカギ
- 雨乞嶽展望台
- 空手古武術首里手発祥の地
- 西来院達磨寺
- 首里観音堂慈眼院
- 盛光寺
- 安国寺
- 万松院
- 金城大樋川（かなぐすくうふひーじゃー、ふぃーじゃー）
- 宝口樋川（たからぐちひーじゃー）

琉球王朝時代の1807年に親雲上（ぺーちん）の寄付で作った共同井戸。那覇市指定文化財。ヘリテージング100選に「樋川（ヒージャー）群（仲村渠樋川・垣花樋川・宝口樋川など）」として選定されている。首里儀保町4丁目。
祭事・催事
- 首里文化祭
- 首里城祭・首里城復興祭（復興への更なる気運を高めるため、令和8年の正殿完成までイベント名を「首里城祭」から「首里城復興祭」と改称しています。）
- 弥勒迎け（みるくうんけー）

首里赤田町で行われている祭礼。昭和初期に途絶えたが、1994年に復興された。祭礼中子どもたちが歌う「赤田首里殿内（あかたすんどぅんち）」という囃子唄は沖縄民謡を代表する曲。

## 出身著名人
- 安里安恒（空手家）
- 安室奈美恵（歌手）
- 伊江朝雄（政治家、元・参議院議員）
- 糸洲安恒（空手家）
- 狩俣倫太郎（琉球放送アナウンサー）
- 儀間真謹（空手家）
- 喜屋武朝徳（空手家）
- 金城しおり（歌手）
- 古波蔵保好（評論家）
- 小林真樹子（琉球放送アナウンサー）
- 首里のすけ（ローカルタレント、ローカルお笑い芸人、オリジンコーポレーション代表)
- 城間繁（声楽家・「沖縄県民の歌」作曲者）
- 知念芽衣（元・NHK沖縄放送局キャスター）
- 知念里奈（歌手）
- 知花朝信（空手家）
- 遠山寛賢（空手家）
- なかいま強（漫画家）
- 奈月（歌手）
- 花城長茂（空手家）
- 松村宗棍（空手家）
- 本部朝基（空手家）
- 本部朝勇（空手家）
- 屋部憲通（空手家）
- 川平慈英（俳優）
- 山川穂高（野球選手）